# 오가시
오가시(일본어: 男鹿市)는 일본 아키타현 서부에 있는 시이다. 동해와 맞닿아 있으며, 오가반도의 대부분을 점유하고 있다.

## 지리
시역의 대부분이 오가반도에 있어 3면이 바다로 둘러싸인 지형이다. 인구 밀집 지역은 오가시청과 오가역 등 주요 시설이 모여 있는 남부 지역이다. 면적의 약 1/3이 국립공원(오가 국립공원)으로 지정되어 있다.

## 인접하는 자치체
- 가타가미시
- 야마모토군 미타네정
- 미나미아키타군 오가타촌

## 역사
- 1954년 3월 31일 - 미나미아키타군 후나카와미나토정, 와키모토촌, 이리아이촌, 오가나카촌, 도가촌이 합병해 구 오가시가 탄생하였다.
- 1955년 3월 1일 - 미나미아키타군 기타우라정, 후나코시정이 구 오가시에 편입되었다.
- 2005년 3월 22일 - 구 오가시, 와카미정이 합병해 새로운 오가시가 탄생하였다.

## 교통

### 철도
- 동일본 여객철도 오가선

### 도로
- 국도 101호선

## 인구
| 연도 | 인구   | ±%     |
| ---- | ------ | ------ |
| 1920 | 39,549 | —      |
| 1930 | 40,623 | +2.7%  |
| 1940 | 41,143 | +1.3%  |
| 1950 | 58,212 | +41.5% |
| 1960 | 58,075 | −0.2%  |
| 1970 | 50,935 | −12.3% |
| 1980 | 47,829 | −6.1%  |
| 1990 | 42,723 | −10.7% |
| 2000 | 38,130 | −10.8% |
| 2010 | 32,319 | −15.2% |
| 2020 | 25,154 | −22.2% |

|                                            | |
| 오가시의 전국의 연령별 인구 분포（2005년） | 오가시의 연령·남녀별 인구 분포（2005년）                                                                                  |
| ■자주색 ― 오가시 ■녹색 ― 일본전국          | ■파랑색 ― 남자 ■빨간색 ― 여자                                                                                             |
| · 오가시（에 해당되는 지역）의 인구추이    | |
| 일본 총무성 통계국 국세조사 결과           | |
|                                            | 이 그래프는 더 이상 지원되지 않는 레거시 그래프 확장 기능을 사용하고 있습니다. 새로운 차트 확장 기능으로 변환해야 합니다. |

## 기후
| 오가시의 기후                                                | 오가시의 기후 | 오가시의 기후 | 오가시의 기후 | 오가시의 기후 | 오가시의 기후 | 오가시의 기후 | 오가시의 기후 | 오가시의 기후 | 오가시의 기후 | 오가시의 기후 | 오가시의 기후 | 오가시의 기후 | 오가시의 기후   |
| 월                                                           | 1월           | 2월           | 3월           | 4월           | 5월           | 6월           | 7월           | 8월           | 9월           | 10월          | 11월          | 12월          | 연간            |
| ------------------------------------------------------------ | ------------- | ------------- | ------------- | ------------- | ------------- | ------------- | ------------- | ------------- | ------------- | ------------- | ------------- | ------------- | --------------- |
| 역대 최고 기온 °C (°F)                                       | 12.1 (53.8)   | 16.1 (61.0)   | 17.8 (64.0)   | 26.1 (79.0)   | 30.2 (86.4)   | 32.7 (90.9)   | 35.6 (96.1)   | 35.3 (95.5)   | 34.6 (94.3)   | 27.9 (82.2)   | 21.6 (70.9)   | 16.6 (61.9)   | 35.6 (96.1)     |
| 일평균 최고 기온 °C (°F)                                     | 2.9 (37.2)    | 3.5 (38.3)    | 7.1 (44.8)    | 12.9 (55.2)   | 18.3 (64.9)   | 22.5 (72.5)   | 26.0 (78.8)   | 28.0 (82.4)   | 24.5 (76.1)   | 18.5 (65.3)   | 12.1 (53.8)   | 5.7 (42.3)    | 15.2 (59.3)     |
| 일일 평균 기온 °C (°F)                                       | 0.0 (32.0)    | 0.3 (32.5)    | 3.3 (37.9)    | 8.6 (47.5)    | 14.0 (57.2)   | 18.4 (65.1)   | 22.4 (72.3)   | 23.8 (74.8)   | 19.8 (67.6)   | 13.5 (56.3)   | 7.7 (45.9)    | 2.4 (36.3)    | 11.2 (52.1)     |
| 일평균 최저 기온 °C (°F)                                     | −3.2 (26.2)   | −3.4 (25.9)   | −1.0 (30.2)   | 3.5 (38.3)    | 9.5 (49.1)    | 14.1 (57.4)   | 18.9 (66.0)   | 19.7 (67.5)   | 15.1 (59.2)   | 8.3 (46.9)    | 3.0 (37.4)    | −1.1 (30.0)   | 7.0 (44.5)      |
| 역대 최저 기온 °C (°F)                                       | −14.7 (5.5)   | −14.4 (6.1)   | −11.4 (11.5)  | −4.2 (24.4)   | 1.0 (33.8)    | 5.0 (41.0)    | 10.4 (50.7)   | 10.9 (51.6)   | 5.4 (41.7)    | −0.4 (31.3)   | −7.8 (18.0)   | −10.3 (13.5)  | −14.7 (5.5)     |
| 평균 강수량 mm (인치)                                        | 123.4 (4.86)  | 93.3 (3.67)   | 93.5 (3.68)   | 96.1 (3.78)   | 107.2 (4.22)  | 102.3 (4.03)  | 176.2 (6.94)  | 153.4 (6.04)  | 159.5 (6.28)  | 165.9 (6.53)  | 167.0 (6.57)  | 168.5 (6.63)  | 1,612.9 (63.50) |
| 평균 강수일수 (≥ 1.0 mm)                                     | 21.5          | 17.8          | 15.4          | 11.6          | 10.9          | 9.3           | 10.9          | 10.5          | 12.3          | 14.5          | 18.4          | 22.3          | 175.4           |
| 평균 월간 일조시간                                           | 53.0          | 71.0          | 129.2         | 179.2         | 196.0         | 185.5         | 162.8         | 200.6         | 164.0         | 147.5         | 96.1          | 60.5          | 1,648.8         |
| 출처: 일본 기상청 (평년값: 1991년~2020년, 극값: 1976년~현재) |               |               |               |               |               |               |               |               |               |               |               |               |                 |

## 자매 도시
- 미국 캘리포니아주 리빙스턴(1994년 8월 18일)